# Claudio Vidal
Claudio Orlando Vidal (Comodoro Rivadavia, Chubut, 4 de junio de 1980) es un político y sindicalista argentino, que se desempeña como gobernador de la provincia de Santa Cruz desde 2023. Su reconocimiento público había tenido lugar como militante y secretario general del Sindicato de Petroleros y Gas Privado.
Aunque simpatizante del peronismo, nunca integró estructuras del Partido Justicialista. Su postura política fue virando de aliado o crítico según las gestiones peronistas provinciales. Por ello, los cargos a los que logró ser electo fueron a través de partidos provinciales que él comandó; como Somos Energía para Renovar Santa Cruz.

## Biografía
Nacido en Comodoro Rivadavia, provincia del Chubut, se crio en Río Gallegos, donde se trasladó en su adolescencia en busca de oportunidades laborales. Instalado en el Barrio Evita de la capital provincial, tuvo diversos empleos, entre ellos vendedor de pescado y kiosquero. Al poco tiempo logró su primer empleo estable, en el rubro petrolero. Fue electo delegado sindical en Las Heras, punto de partida en su carrera sindical.
Su momento de mayor trascendencia como delegado llegó como trabajador de la empresa Quintana Wellpro, cuando lideró la toma de una planta de una YPF en Las Heras, en protesta por una serie de despidos en 2011. Aunque logró la reincorporación de los trabajadores, al poco tiempo el sindicato fue intervenido. En 2013, tras competir contra diez listas, logró hacerse con la Secretaría General del Sindicato de Petroleros y Gas Privado a los 33 años. En aquel momento como aliado al Partido Justicialista local, logró concesiones que lo mantuvieron en su gremio. Su gestión logró construir gimnasios y escuelas, instalaciones de las cuales no disponían. En una ocasión, militantes de su partido se tirotearon con otros pertenecientes de la Unión Obrera de la Construcción de la República Argentina en abril de 2013, lo cual resultó en la muerte de un militante, por lo que fue detenido de manera preventiva, aunque fue absuelto al resolverse que no tenía implicación.
En 2019, con el apoyo del exgobernador Sergio Acevedo, decidió competir, por primera vez, en una elección como candidato a gobernador, en alianza con el Frente de Todos. En aquel momento, su candidatura permitió, gracias a la «Ley de Lemas», la reelección de Alicia Kirchner. Sin embargo, al poco tiempo, se volvió crítico de esta gestión y ya para el 2021 fue electo diputado nacional por el espacio político SER. En 2023, en una alianza con Propuesta Republicana y sectores del radicalismo, derrotó al Partido Justicialista local. De esta forma, la victoria del nuevo gobernador cerró un período de 32 años ininterrumpidos de gobiernos K en Santa Cruz, poniéndole fin a la hegemonía iniciada por Néstor Kirchner en las elecciones de 1991. Como compañero de fórmula eligió al radical Fabián Leguizamón.

### Gobernador de Santa Cruz

#### Gabinete gubernamental
| Gabinete gubernamental                             | Gabinete gubernamental       | Gabinete gubernamental               |
| Cartera                                            | Titular                      | Período                              |
| -------------------------------------------------- | ---------------------------- | ------------------------------------ |
| Jefatura de Gabinete de Ministros                  | José Daniel Álvarez          | 10 de diciembre de 2023 - actualidad |
| Ministerio de Gobierno                             | Pedro Hernán Luxen           | 10 de diciembre de 2023 - actualidad |
| Ministerio de Economía, Finanzas e Infraestructura | Marilina José Jaramillo      | 10 de diciembre de 2023 - actualidad |
| Ministerio Secretaria General de la Gobernación    | Cecilia Maria Borselli       | 3 de mayo de 2024 - actualidad       |
| Ministerio de Desarrollo Social                    | Luisa Cardenas               | 10 de diciembre de 2023 - actualidad |
| Ministerio de Salud y Ambiente                     | Dra. Analia Costantini       | 10 de diciembre de 2023 - actualidad |
| Ministerio de la Producción                        | Ing Gustavo Ernesto Martínez | 10 de diciembre de 2023 - actualidad |
| Ministerio de Trabajo, Empleo y Seguridad Social   | Ezequiel Ubaldino Verbes     | 10 de diciembre de 2023 - actualidad |
| Ministerio de Seguridad                            | Javier Pedro Prodromos       | 10 de diciembre de 2023 - actualidad |